# Mustangs IHC
Mustangs IHC je australský hokejový klub, který hraje v Australian Ice Hockey League (AIHL), nejvyšší australské lize ledního hokeje. Je nejmladším týmem ligy, vznikl teprve roce 2010. V prvním roce existence sehrál sérii exhibičních utkání proti ostatním ligovým celkům a od roku 2011 je řádným členem ligy. Počet celků v AIHL se tak zvýšil na osm. Působí v Melbourne, domácí halou je Medibank Icehouse, o kterou se dělí s týmem Melbourne Ice. Klub staví na mladých hráčích, průměrný věk je 21 let.